# Historia kolei w Holandii

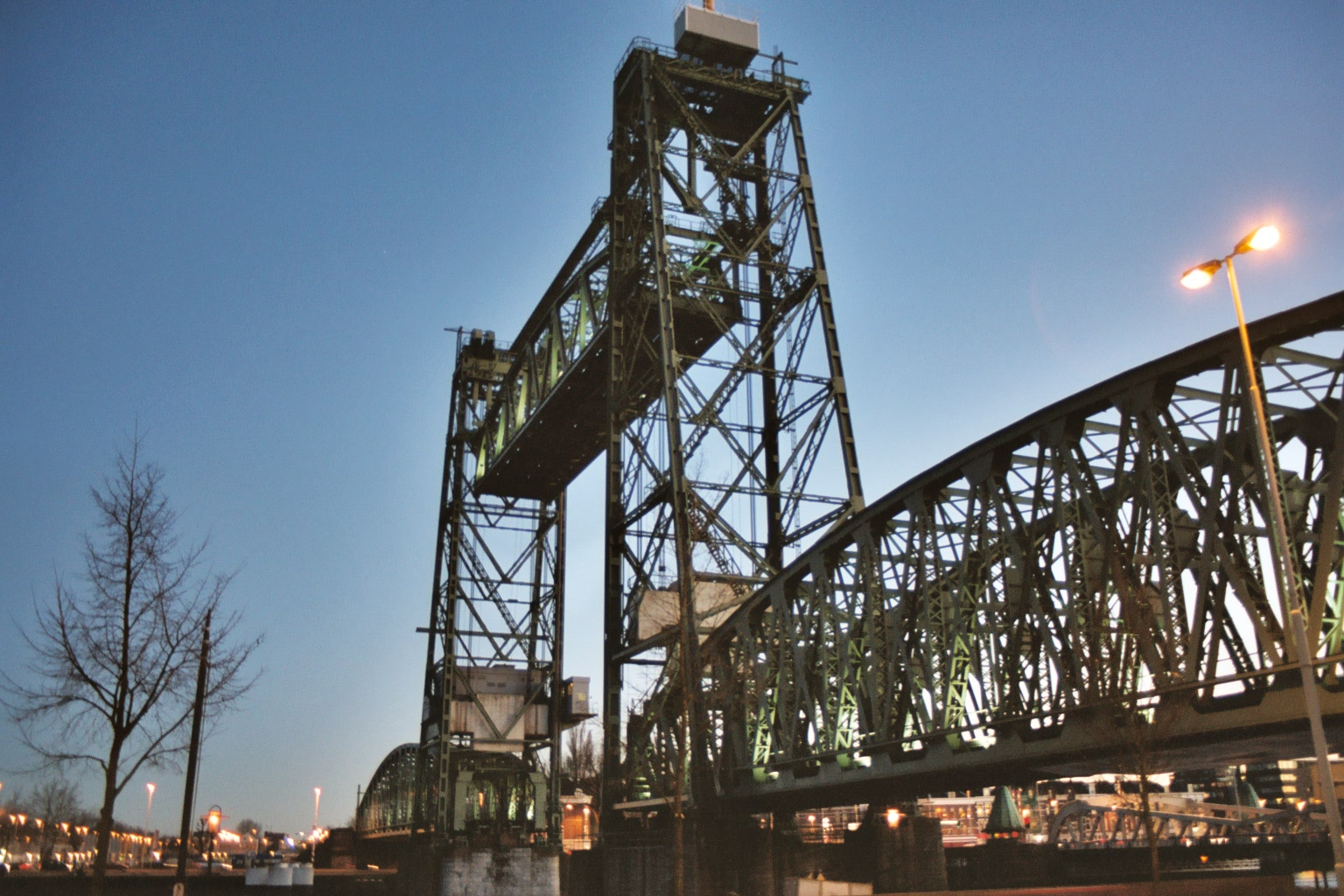
Rotterdam, podnoszony „Koningshavenbrug” (popularnie zwany „De Hef”) z 1927, nieużywany od 1993 i pozostawiony jako zabytek

Historia kolei w Holandii – pierwsze linie kolejowe w Holandii powstały z pewnym opóźnieniem w stosunku do innych państw zachodnioeuropejskich (Wielka Brytania – 1803, Francja – 1827, Belgia – 1835). Opóźnienie to spowodowane było istnieniem wydajnego systemu kanałów i żeglownych rzek, czyniących alternatywne rodzaje transportu mało ekonomicznymi. Do dzisiaj żegluga śródlądowa w Holandii przewozi kilkadziesiąt procent towarów, a kolej ma charakter przewoźnika pasażerskiego.

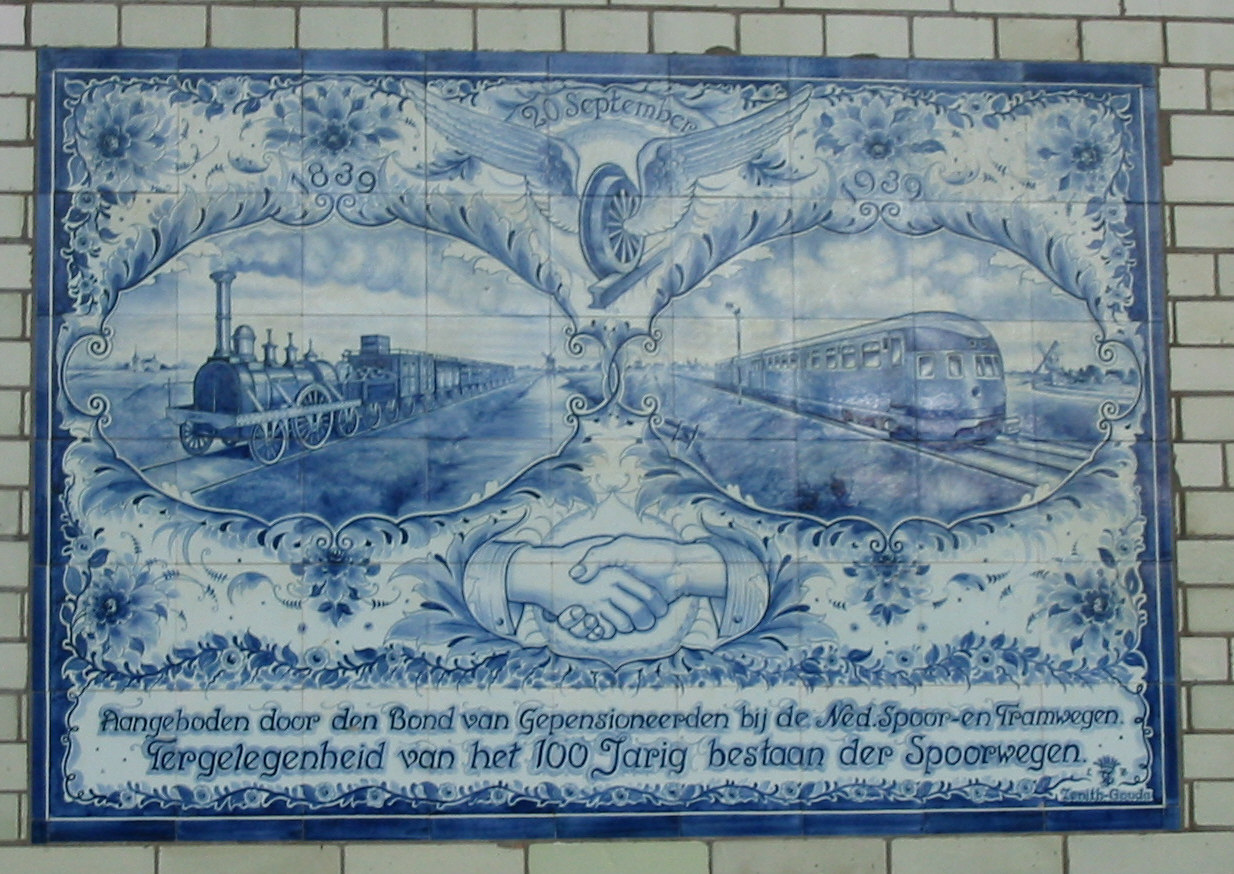
Dworzec Haarlem – tablica pamiątkowa na stulecie kolei

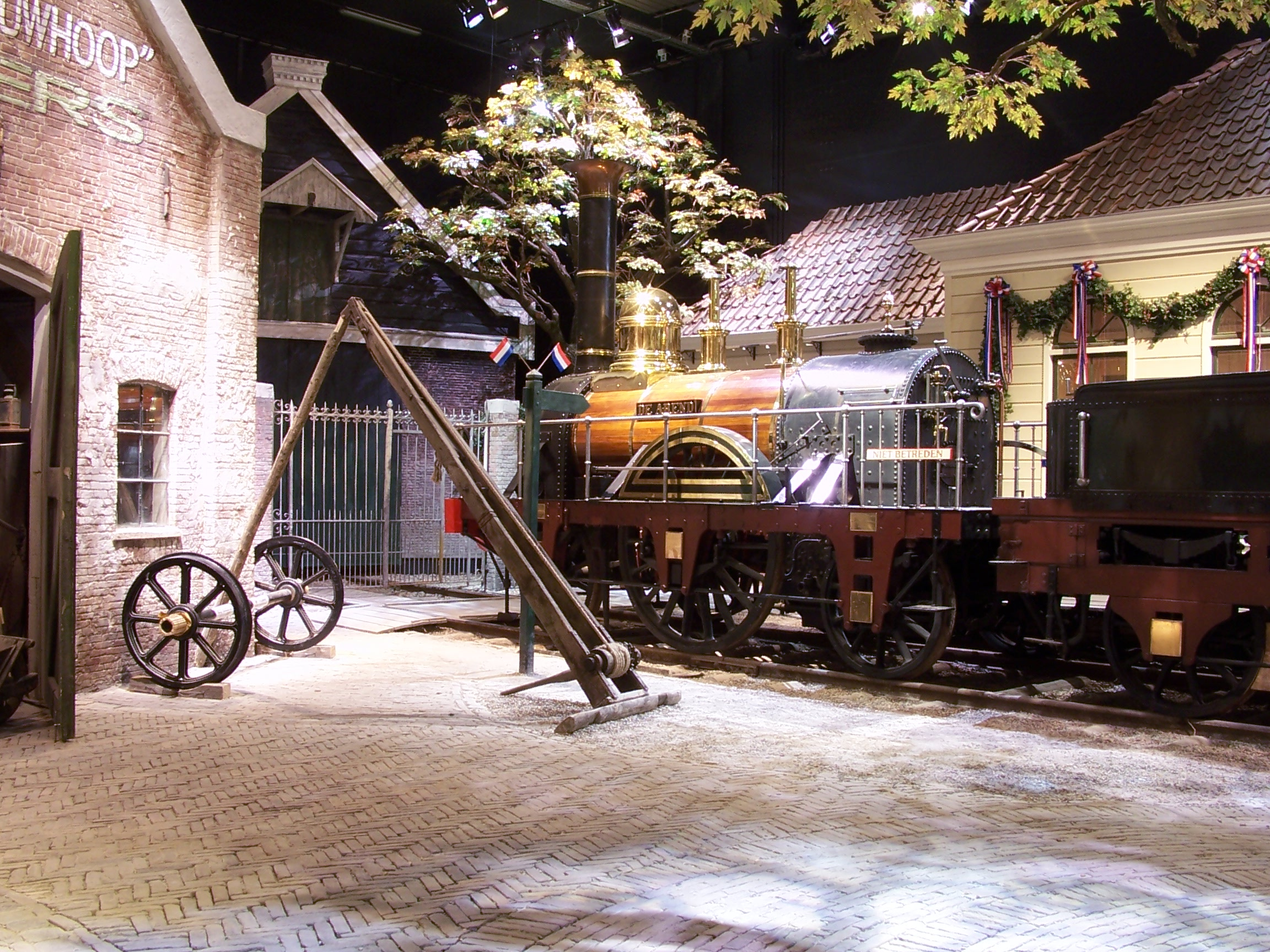
Muzeum kolei w Utrechcie; lokomotywa szerokotorowa kolei HSM

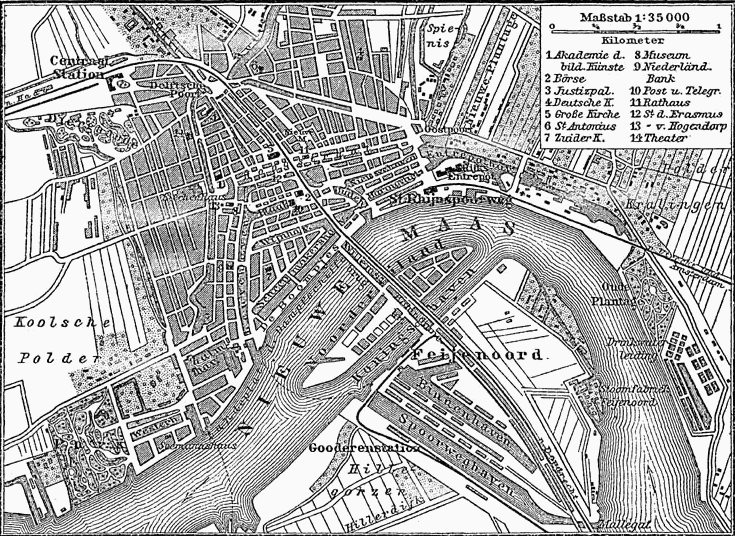
Rotterdam w 1888. Widoczna kolej średnicowa z 1877

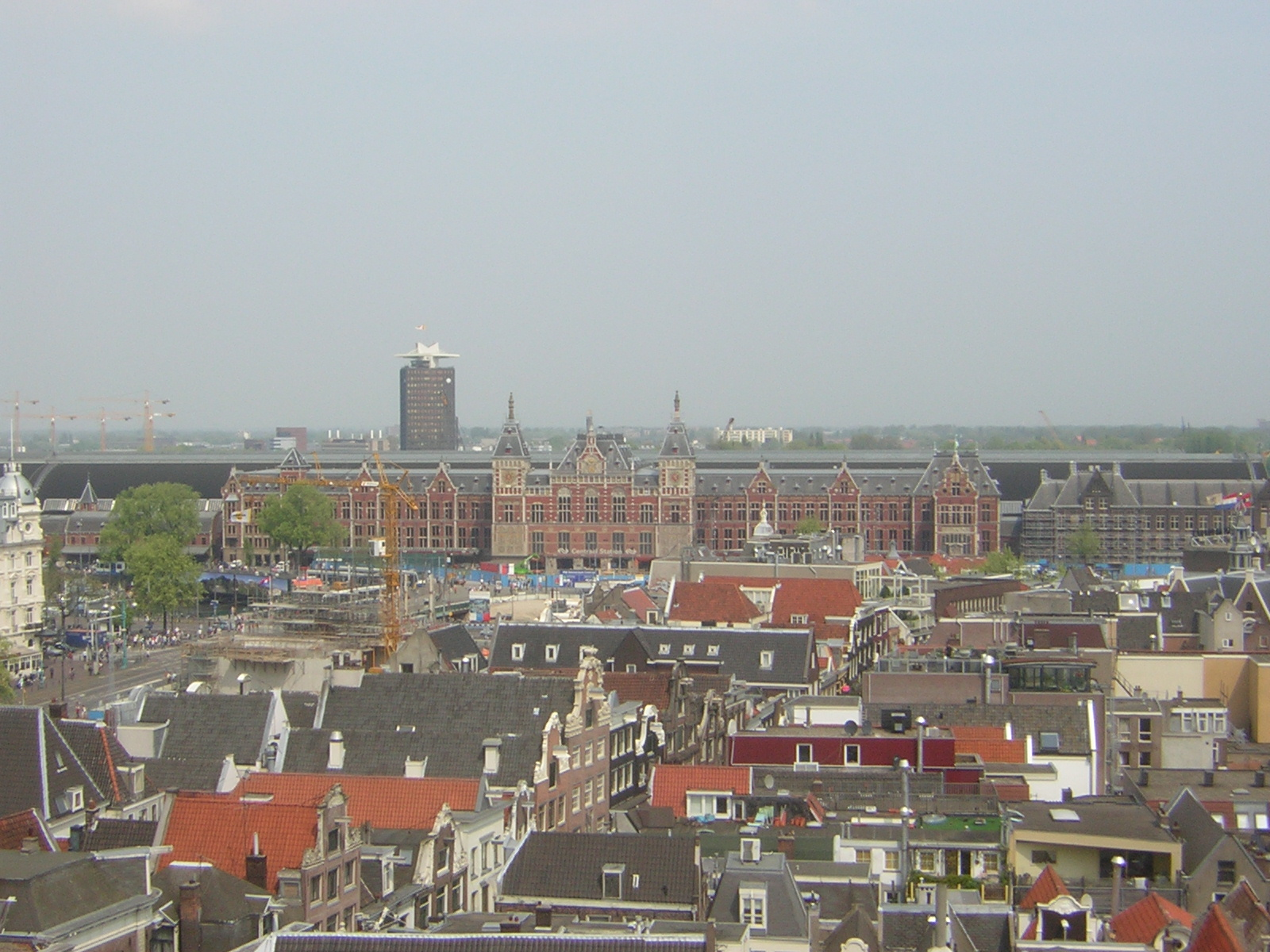
Położony na sztucznej wyspie dworzec Amsterdam Centraal z 1889 zamyka wyniosłą bryłą główną ulicę starego centrum miasta

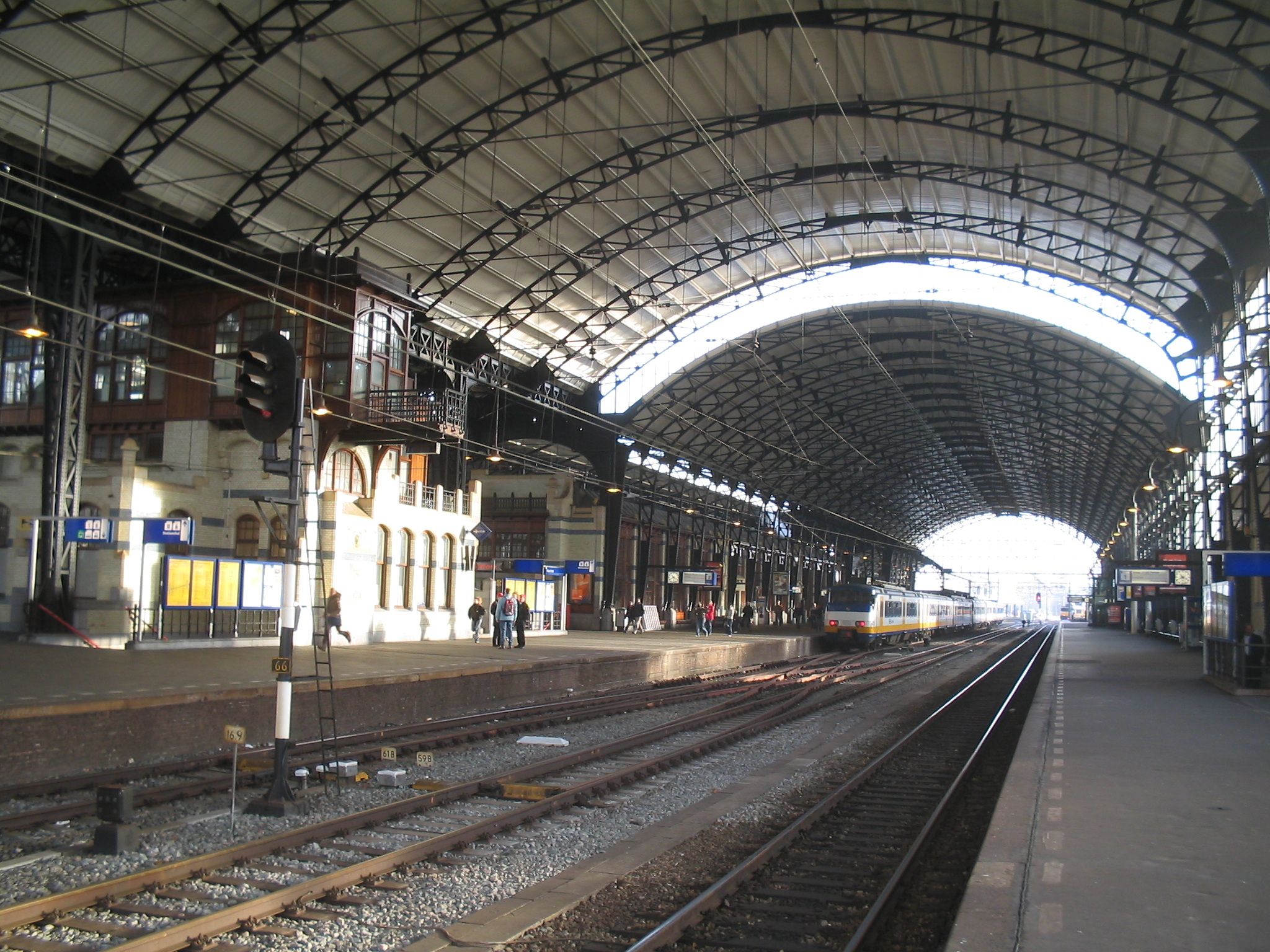
Dworzec Haarlem z 1908

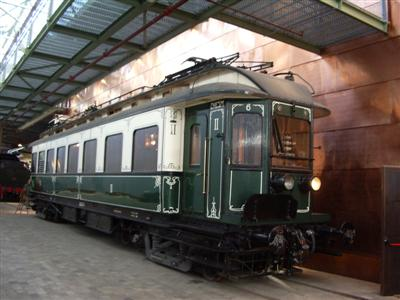
Wagon silnikowy kolei ZHESM z 1908; Nederlands Spoorwegmuseum w Utrechcie

Zachowany do dzisiaj zabytkowy tabor kolejowy i inne eksponaty dokumentujące przeszłość kolei znajdują się w wielu muzeach, m.in. w Nederlands Spoorwegmuseum w Utrechcie i muzeum kolei wąskotorowych Nationaal Smalspoormuseum.

## Pierwsze linie
- 20 września 1839 – otwarcie pierwszej linii kolei parowej między Amsterdamem i Haarlemem; przedłużona do Lejdy w 1842, do Hagi w 1843, a do Rotterdamu w 1847; tzw. Oude Lijn („Stara Linia”) kolei Hollandsche IJzeren Spoorweg-Maatschappij (HSM albo HIJSM); początkowo tor 1945 mm, przekuty na rozstaw normalny w 1866;
- 1843–1845 – otwarcie linii Rhijnspoorweg („Kolej Reńska”) Amsterdam – Utrecht – Arnhem kolei Nederlandsche Rhijnspoorweg-Maatschappij (NRS); pierwotnie tor szeroki 1945 mm, przekuty na rozstaw normalny w 1856 dla połączenia z kolejami pruskimi;
- 1853 – otwarcie kolei Maastricht – Akwizgran;
- 1854–1855 – koleje belgijskie otworzyły linie łączące Roosendaal, Bredę i Terneuzen z siecią belgijską; te i poprzednią linię połączyła później z siecią holenderską kolej państwowa Staatsspoorwegen.

## Powstanie sieci państwowej
- 1863 – utworzenie zarządu kolei państwowej Maatschappij tot Exploitatie van Staatsspoorwegen(inne języki)[1], w skrócie Staatsspoorwegen (SS); pierwsza linia Breda – Tilburg[1];
- 1863–1865 – Nederlandsche Centraal Spoorweg Maatschappij (NCS) buduje linię Centraalspoorweg: Utrecht – Amersfoort – Zwolle – Kampen[2]; 1870 – ukończenie linii do Hagi i Rotterdamu przez Goudę;
- 1872 – otwarcie mostu Moerdijkbrug przez Hollands Diep (główne ramię Mozy i Renu) na linii Dordrecht – Breda, zbudowanego przez Koninklijke Van Vlissingen & Dudok van Heel; w momencie otwarcia był to jeden z najdłuższych mostów kolejowych w Europie; kolej Staatsspoorwegen;
- 1874–1876 – HSM otworzyła Oosterspoorweg Amsterdam – Hilversum – Amersfoort – Apeldoorn – Zutphen z odgałęzieniem Hilversum – Utrecht Malienbaan;
- 1877 – ukończenie linii średnicowej w Rotterdamie (ze śródmiejskim wiaduktem Luchtspoor) otwiera bezpośrednie połączenie kolejowe Holandii właściwej z Antwerpią i Brukselą;
- 1885 – otwarcie Hembrug przez Noordzeekanaal na linii Amsterdam – Zaandam; kratownicowy most obrotowy; zniesiony po budowie tunelu;
- 1889 – ukończenie dworca Amsterdam Centraal wraz z linią średnicową, konsolidacja węzła;
- 1890 – kolej państwowa Staatsspoorwegen przejęła NRS; 1917 – skoordynowała zarządzanie z HSM (jako Nederlandse Spoorwegen); 1919 – z NCS, którą wchłonęła 1934;
- 1899 – w Rotterdamie doszło do konsolidacji węzła dzięki otwarciu linii obwodowej (ceintuurbaan).

## Koleje lokalne
- 1881 – początki systemu kolejek dojazdowych w Holandii właściwej (między Hagą i Edamem), zwanych popularnie „blauwe trams” („niebieskie tramwaje”); najpierw trakcji parowej, potem elektrycznej (1906 pierwsza linia elektryczna Amsterdam – Haarlem – Zandvoort); Noord-Zuid-Hollandse Stoomtramweg-Maatschappij, po 1909 NZH Tramweg-Maatschapij, po 1946: NZH Vervoer Maatschapij; sieć tramwajowa zamknięta do 1961 r.;
- 1908 – otwarcie pierwszej kolei elektrycznej sieci krajowej: linii Rotterdam Hofplein – Haga HS / Scheveningen (~10 kV); kolej Zuid-Hollandsche Electrische Spoorweg-Maatschappij (ZHESM); 1923 – przejęcie linii przez HSM; 1924 przejście na zasilanie standardowe =1500 V.

## Modernizacja
- 1924–1927 – elektryfikacja Oude Lijn Rotterdam – Delft – Haga HS – Lejda – Harlem – Amsterdam (=1500 V) kolei HSM; początek wielkiej elektryfikacji sieci krajowej;
- 1938 – fuzja NS i HSM – powstanie jednolitego systemu kolei sieci krajowej;
- 1940 – w Holandii właściwej sieć elektryczna sięgała od Dordrechtu po Alkmaar i obejmowała wszystkie linie lokalne; elektryczne nyły też linie Gouda – Utrecht – Arnhem – Nijmegen oraz Amsterdam – Utrecht – Den Bosch – Eindhoven;
- 1940–1945 – II wojna światowa; po ustaniu działań zniszczonych było 18% budynków dworcowych, 62% infrastruktury, 84% lokomotyw (zniszczonych lub wywiezionych);
- 1956 – likwidacja III klasy w wagonach osobowych;
- 1957 – otwarcie dworca Rotterdam Centraal;
- 1957 – otwarcie Velsertunnel pod „Noordzeekanaal” na linii Haarlem – Alkmaar;
- 1958 – zakończenie programu elektryfikacji sieci i wycofanie parowozów z normalnego ruchu.

## Współczesność
- 1970 – w ramach programu „Spoor naar '75" wielka reforma systemu ruchu pasażerskiego obejmująca zwiększenie częstotliwości pociągów (zwłaszcza lokalnych – „Stoptreinen”), wprowadzenie ruchu równoodstępowego, polepszenie skomunikowań oraz wprowadzenie pociągów „InterCity”; liczba pociągów zwiększyła się o 40%;
- początek lat 70. – pierwsza przebudowa dworca Utrecht Centraal (nadbudowa peronów, integracja dworca z zespole biurowo-handlowym);
- 1973 – Haga: otwarcie nowego dworca czołowego Centraal – węzła integracji kolei, autobusów i tramwaju;
- 1978 – ukończenie linii NS Amsterdam Zuid – lotnisko Schiphol (jeden z pierwszych kolejowo-lotniczych węzłów integracyjnych na świecie);
- 1981 – ukończenie linii Schiphol – Lejda i południowej obwodnicy Amsterdamu; 1986 – ukończenie zachodniej części obwodnicy;
- 1983 – otwarcie Hemtunnel pod IJ koło Amsterdamu;
- 1987–1988 – otwarcie Flevolijn do Almere i Lelystad (poldery wschodnie);
- 1990 – kolejne zwiększenie częstotliwości pociągów IC;
- 1993 – Rotterdam: otwarcie linii średnicowej NS przełożonej do tunelu i poszerzonej o drugą parę torów;
- 2006 – częściowe otwarcie systemu RandstadRail(inne języki) (podłączenie do metra rotterdamskiego przewidziane na 2008);
- 2007 – otwarcie Betuweroute(inne języki): linii Rotterdam – Zevenaar (granica niemiecka), holenderskiego odcinka transeuropejskiej magistrali towarowej do Europortu (elektryfikacja ~25 kV 50 Hz);
- 2009 – otwarcie linii dużych prędkości Antwerpia – Rotterdam – Schiphol.

## Ważniejsi producenci taboru
- Werkspoor(inne języki) NV (Utrecht), 1972 – przejęta przez firmę Talbot